# Hemiargus bogotana
Hemiargus bogotana är en fjärilsart som beskrevs av Max Wilhelm Karl Draudt 1922. Hemiargus bogotana ingår i släktet Hemiargus och familjen juvelvingar. Inga underarter finns listade i Catalogue of Life.